# Eagle Point (Oregon)
Eagle Point – miasto w Stanach Zjednoczonych, w stanie Oregon, w hrabstwie Jackson.